# Suctobelbella chitralensis
Suctobelbella chitralensis är en kvalsterart som beskrevs av Hammer 1977. Suctobelbella chitralensis ingår i släktet Suctobelbella och familjen Suctobelbidae. Inga underarter finns listade i Catalogue of Life.